# Берси, Джордж
Джордж Бе́рси (англ. George Berci, при рождении Дьёрдь Блейер, венг. Bleier György; 14 марта 1921, Сегед, Венгрия — 30 августа 2024, Лос-Анджелес, США) — венгерский и американский хирург, чьи разработки в области лапароскопической хирургии помогли сделать операции менее травматичными и снизить боль у пациентов по всему миру. Он выжил во время Холокоста и прошёл путь от мечты стать профессиональным скрипачом до мирового лидера в области хирургических инноваций.

## Биография

### Ранние годы
Берси родился в семье венгерских евреев-музыкантов, большую часть детства провёл в Вене. Из-за нарастающего антисемитизма его семья была вынуждена вернуться в Венгрию, где Джордж столкнулся с трудностями из-за своей национальности. В 15 лет он работал, чтобы оплачивать учёбу в частной еврейской школе, а позже не смог поступить в университет из-за своего происхождения.

### Холокост
Во время Второй мировой войны Берси, как и другие молодые евреи, был отправлен в трудовой батальон. Летом 1944 года, когда их везли эшелоном в концлагерь, ему удалось бежать во время бомбежки эшелона. В Будапеште он вступил в подпольное движение, помогая изготавливать поддельные документы для спасения евреев.

### Карьера хирурга
После войны Берси поступил в медицинский университет в Сегеде, а затем ушёл в ординатуру по хирургии. Однако его исключили из ординатуры по политическим мотивам. Советский хирург Борис Петровский помог ему восстановить репутацию, что позволило Берси продолжить работу в Будапеште, где он создал отделение экспериментальной хирургии.
В 1956 году, после подавления венгерского восстания, Берси эмигрировал в Вену, затем в Австралию, а позже в США, где стал ключевой фигурой в развитии лапароскопической хирургии. Он возглавил отделение эндоскопической хирургии в Медицинском центре Седарс-Синай в Лос-Анджелесе.

### Развитие лапароскопической хирургии
Берси создал несколько инструментов и технологий, которые сделали лапароскопию более доступной и безопасной. Он работал с инженерами  Гарольдом Хопкинсом и  Карлом Шторцем над улучшением оптических систем, позволивших выводить увеличенное изображение на экран, что упростило работу хирургов. Он также внедрил яркие лампы, разработанные американской армией, и стерилизуемые камеры, которые сделали операции более безопасными.

### Личная жизнь
Несмотря на всемирное признание в хирургии, Берси всегда считал музыку более важной частью своей жизни. В юности он был профессиональным скрипачом и продолжал заниматься музыкой на протяжении всей жизни, играя в камерных оркестрах.

## Признание
Джордж Берси стал автором множества научных работ, книг и видеокурсов. Он обучал лапароскопической хирургии врачей по всему миру и продолжал работать даже после своего 100-летия.

## Смерть
Джордж Берси скончался 30 августа 2024 года в возрасте 103 лет в Калифорнии. Его наследие продолжает жить в медицинских достижениях и технике, которая сделала хирургические вмешательства менее болезненными и травматичными для миллионов пациентов.